# منشی عبدالمجید
منشی عبدالمجید (پشتو: منشی عبدالمجید؛ زادهٔ ۱۹۵۲) سیاستمدار اهل افغانستان است. او والی بدخشان و بغلان بوده است. همچنین چند کتاب را به زبان‌های فارسی و پشتو نوشته است.